# Philippe Schelling
Philippe Schelling (* 15. Januar 1985 in Zürich) ist ein ehemaliger Schweizer Eishockeyspieler, der zuletzt beim Lausanne HC in der National League A unter Vertrag stand. Seine Schwester Florence Schelling ist ehemalige Schweizer Eishockeytorhüterin und war Sportchefin beim SC Bern.

## Karriere
Philippe Schelling begann seine Karriere als Eishockeyspieler in der Jugend der GCK Lions, für deren Profimannschaft er in der Saison 2003/04 sein Debüt in der Nationalliga B gab. Nach weiteren drei Spielzeiten bei den GCK Lions in der NLB debütierte der Flügelspieler in der Saison 2007/08 in der National League A für die ZSC Lions, absolvierte allerdings nur eine Partie. In der folgenden Spielzeit gab der Rechtsschütze in 26 Spielen zwei Vorlagen für die ZSC Lions in der NLA und gewann mit seiner Mannschaft die neugegründete Champions Hockey League, nachdem er sich mit seinem Team im Finale gegen den HK Metallurg Magnitogorsk aus der Kontinentalen Hockey-Liga durchsetzte.
Nach Ablauf der Saison 2010/11 verliess Schelling die Stadtzürcher und wechselte zum Kantonsrivalen Kloten Flyers. Ende März 2016 gab Lausanne HC die Verpflichtung Schellings bekannt, wo er bis 2019 spielte.

### International
Schelling beging im Frühjahr 2010 sein Debüt in der Schweizer Nationalmannschaft.

## Erfolge und Auszeichnungen
- 2009 Champions-Hockey-League-Gewinn mit den ZSC Lions
- 2009 Victoria-Cup-Gewinn mit den ZSC Lions